# Georg Gazarian
Georg Gazarian (armeană Գևորգ Ղազարյան), (n. 5 aprilie 1988) este un jucător armean de fotbal care joacă în principal pe postul de mijlocaș ofensiv, dar poate juca și ca atacant. El joacă pentru echipa națională a Armenei și pentru echipa GD Chaves din Primeira Liga. Gazarian a jucat în 65 de partide la națională, marcând 11 goluri de la debutul său din 14 ianuarie 2007. La început a jucat pentru echipa Pyunik FC, jucând și pentru echipele de tineret din cadrul acestui club, după care a ajuns la Metalurg Donețk din Ucraina, Olympiacos și Kerkyra din Superliga Greacă. Gazarian este unul dintre cei mai selecționați jucători ai echipei naționale armeane, cu 65 de selecții și 11 goluri. 

## Cariera pe echipe

### Pyunik
În Prima Ligă a Armeniei sezonul 2004, Gazarian a jucat pentru echipa de tineret ale lui FC Pyunik. A debutat pentru prima echipă în următorul sezon, pe 6 iulie 2005, pe stadionul Lernagorts împotriva echipei cu același nume, intrând la pauză în locul lui Aghvan Mkrtchyan. A marcat primul său gol pentru echipă în sezonul următor, pe 24 mai 2006, într-un meci împotriva lui Shirak FC, în care Gazarian a intrat pe teren în minutul 55 și după cinci minute a marcat primul său gol. În același meci, a marcat al doilea gol, reușind o dublă într-un meci terminat cu scorul de 7-0.
În 2007, Gazaryan a jucat pentru Pyunik în prima etapă a Primei Ligi Armene, apoi a fost împrumutat la FC Banants. În primul joc, Ghazarian a marcat un hat-trick. După ce a jucat în a doua ligă pentru Banats, s-a întors apoi la Pyunik. În 2010, Gazarian a marcat două hat-trickuri și o dublă în finala Cupei Armeniei din 2010. În timp ce Gazarian a jucat pentru Pyunik, clubul a câștigat Prima Ligă Armeană în anii 2006, 2007, 2008, 2009, 2010 2006 Supercupa Armeniană și Supercupa Armeniei din 2009.
La 10 ianuarie 2011 s-a anunțat faptul că Gazarian a plecat la FC Kuban Krasnodar.

### Metalurg Donețk
În iunie 2011, a semnat un contract cu Metalurg Donețk, împreună cu coechipierul său de la Pyunik, Marcos Pizzelli.
La 19 iulie 2012, în meciul de fotbal din Europa League împotriva lui FK Čelik Nikšić, Gazarian a marcat primul său hat-trick pentru Metalurg și a dat o pasă de gol, iar echipa sa a câștigat cu 7-0. Pe 26 noiembrie 2013, a fost împrumutat la FC Șahtior Kragandî, cu care a câștigat Cupa Kazahstanului. El a fost unul dintre jucătorii-cheie ai echipei în victoria neașteptată împotriva lui Celtic din turul play-offul din Liga Campionilor, scor 2-0, însă echipa sa a fost eliminată cu 3-2 la general.
Pe 15 ianuarie 2014  echipa FC Kairat Almatîi s-a declarat interesată de Gevorg Gazarian. În ianuarie, Gazarian a încercat să semneze cu Eintracht Braunschweig, însă clubul nu a vrut să-l lase liber de contract.În decembrie s-a anunțat faptul că Ghazarian nu a fost lăsat liber de FC Șahtior Karagandy, deoarece clubul german nu mai dorea să plătească suma convenită anterior. În cele din urmă, a terminat sezonul 2013-2014 la Metalurg Donețk. 

### Olympiacos
Ghazaryan și-a continuat cariera în Superliga Greciei, semnând un contract pe doi ani cu campioana Greciei Olympiacos, cu procente din viitorul transfer revenindu-i impresarului său Mino Raiola. La 30 ianuarie 2015, Olympiacos a anunțat rezilierea contractului cu Gazarian după o jumătate de an la clubul din Piraeus. Scurta sa ședere la club a fost încheiată din cauza unei certe cu antrenorul spaniol Míchel, care l-a dat afară de la echipă. A plecat din Atena, și a semnat un contract pe șase luni cu PAE Kerkyra din insula Corfu.

### Kerkyra
La noua sa echipă, Gazarian a avut încrederea antrenorului și a jucat destul de multe minute pentru a-și demonstra valoarea. Cu un gol și mai multe pase de gol, a fost un jucător important al echipei, lipsind din câteva meciuri din cauza unei accidentări la genunchi. În ciuda acestora, jocul prestat la Kerkyra și la echipa națională a Armeniei au făcut ca antrenorul portughez de la CS Marítimo să-l aducă în iulie 2015.

## Cariera la națională
Gazarian a debutat în echipa de tineret a Armeniei U-21 în meciul de calificare împotriva lui San Marino din 17 mai 2006. În minutul 63 al meciului, Gazarian, în vârstă de 18 ani, l-a înlocuit pe Armen Tigranian. După ce a câștigat inițial cu 2-1, echipa Armeniei a pierdut meciul la masa verde, scor 0-3, pentru că a folosit un jucător care nu era eligibil. Dar în al doilea tur, echipa de tineret a câștigat cu 4-0 și a avansat la următoarea rundă. Unul dintre goluri, cel din minutul 66, a fost marcat de Gazarian, fiind primul gol marcat pentru Armenia U-21.
În 2007, a fost chemat la echipa națională a Armeniei. În același an, pe 22 august, Gazarian a debutat într-un meci împotriva Portugaliei. Acest meci a contat pentru calificările la UEFA Euro 2008. Meciul a avut loc pe stadionul republican din Erevan și s-a încheiat o remiză neașteptată, scor 1-1. Mai mult, echipa portugheză a fost cea care a trebuit să egaleze. În acea partidă Gazarian a intrat în minutul 58 în locul lui Hamlet Mkhitaryan. Gazarian a marcat cinci goluri în preliminariile Campionatului European din 2012. A fost al doilea cel mai bun marcator al formației sale din Grupa B, după coechipierul său Henrikh Mkhitaryan, fiind unul din cei mai buni marcatori din grupe.
La 11 septembrie 2012, într-un meci de calificare la Campionatul Mondială din 2014 dintre Armenia și Bulgaria, Gazarian a fost eliminat că a șutat într-un copil de mingi. 

### Goluri la națională
Goluri marcate de Gazarian.
| Nr. | Data              | Stadion                                            | Adversar          | Scor | Rezultat | Competiție                                       |
| --- | ----------------- | -------------------------------------------------- | ----------------- | ---- | -------- | ------------------------------------------------ |
| 1.  | 4 iunie 2011      | Stadionul Hanrapetakan, Erevan, Armenia            | Estonia           | 2 -2 | 2-2      | Calificările pentru Campionatul Mondial din 2010 |
| 2.  | 8 octombrie 2011  | Stadionul Hanrapetakan, Erevan, Armenia            | Slovacia          | 2 -1 | 3-1      | Calificările pentru UEFA Euro 2012               |
| 3.  | 12 octombrie 2010 | Stadionul Hanrapetakan, Erevan, Armenia            | Andorra           | 1 -0 | 4-0      | Calificările pentru UEFA Euro 2012               |
| 4.  | 2 septembrie 2011 | Camp Esports d'Aixovall, Andorra la Vella, Andorra | Andorra           | 2 -0 | 3-0      | Calificările pentru UEFA Euro 2012               |
| 5.  | 6 septembrie 2011 | Štadión pod Dubňom, Žilina, Slovacia               | Slovacia          | 3 -0 | 4-0      | Calificările pentru UEFA Euro 2012               |
| 6.  | 7 octombrie 2011  | Stadionul Hanrapetakan, Erevan, Armenia            | Macedonia de Nord | 3 -0 | 4-1      | Calificările pentru UEFA Euro 2012               |
| 7.  | 5 iunie 2012      | Stadionul Hanrapetakan, Erevan, Armenia            | Kazahstan         | 1 -0 | 3-0      | Amical                                           |
| 8.  | 5 iunie 2012      | Stadionul Hanrapetakan, Erevan, Armenia            | Kazahstan         | 2 -0 | 3-0      | Amical                                           |
| 9.  | 6 septembrie 2013 | Eden Arena, Praga, Republica Cehă                  | Cehia             | 2 -1 | 2-2      | Calificările pentru Campionatul Mondial din 2014 |
| 10. | 11 noiembrie 2016 | Stadionul Hanrapetakan, Yerevan, Armenia           | Muntenegru        | 1 -0 | 1-1      | Calificările pentru Campionatul Mondial din 2018 |
| 11. | 16 octombrie 2018 | Stadionul Hanrapetakan, Yerevan, Armenia           | Macedonia de Nord | 3 -0 | 4-0      | Liga Națiunilor UEFA 2018-2019 Grupa D           |
| 12. | 8 iunie 2019      | Stadionul Hanrapetakan, Yerevan, Armenia           | Liechtenstein     | 1-0  | 3-0      | Calificările pentru UEFA Euro 2020               |
| 13. | 11 iunie 2019     | Stadionul Olimpic, Atena, Grecia                   | Grecia            | 2-0  | 3-2      | Calificările pentru UEFA Euro 2020               |

## Viața personală
Gazaryan și soția lui Victoria s-au întâlnit la Sevan. Fiul lor s-a născut în decembrie 2012. 
Gazaryan a fost, de asemenea, coleg de clasă al soției coechipierului de la echipa națională a Armeniei și de la Metalurg Karlen Mkrtchyan. 

## Palmares

### Club
Pyunik Erevan
- Prima Ligă Armeană: 2006, 2007, 2008, 2009, 2010
- Cupa Armeniei: 2009, 2010
- Cupa Armeniei finalist: 2006
- Supercupa Armeaniei: 2007, 2008, 2010
- Supercupa Armeaniei locul secund: 2006, 2009

Olympiacos
- Superliga Greciei: 2014-2015
- Cupa Greciei: 2014-2015

### Individual
- Prima Ligă Armeană Cel mai bun jucător tânăr: 2007
- Prima Ligă Armeană Golgheter: 2010
- Jucătorul lunii pentru Metalurg Donețk: septembrie 2011 [25]